# Leucopogon cinereus
Leucopogon cinereus är en ljungväxtart som beskrevs av Ernst Georg Pritzel. Leucopogon cinereus ingår i släktet Leucopogon och familjen ljungväxter. Inga underarter finns listade i Catalogue of Life.